# Zoanthus praelongus
Zoanthus praelongus is een Zoanthideasoort uit de familie van de Zoanthidae. De wetenschappelijke naam van de soort is voor het eerst geldig gepubliceerd in 1954 door Carlgren.